# Chapelle funéraire des Berghes
La chapelle funéraire des Berghes aussi dénommée chapelle Saint-Pierre est une chapelle catholique située à Rânes, en France. C'est un édifice caractéristique de l'œuvre de Victor Ruprich-Robert, « combinaison entre la structure médiévale réalisée avec une science consommée et une ornementation au ton très libre ».

## Localisation
L'église est située dans le département français de l'Orne, sur la commune de Rânes, au lieu-dit Champ de Coupey.

## Historique
L'édifice date du  troisième quart du XIXe et constitue une commande de la famille de Berghes, alors propriétaire du château de Rânes, à la suite du décès de Pierre de Berghes à Bruxelles, mort en octobre 1870 de blessures reçues lors de la bataille de Sedan du 1er septembre 1870. L'architecte Victor Ruprich-Robert est alors architecte diocésain et même si les dates du chantier ne sont pas connues l'édifice est achevé en 1873 car à cette date les sépultures de la famille y sont rassemblées. Le budget alloué à l'opération est de 35 000 francs.
L'édifice est inscrit au titre des monuments historiques le 15 novembre 2010.

## Architecture
L'édifice est construit en style néo-roman et est bâti en granit pour l'extérieur et en calcaire pour l'intérieur. Deux pierres de granite sont utilisées, et le calcaire provient d'Habloville. La couverture d'origine, en ardoises et plomb, a été remplacée.
L'édifice peut accueillir environ quinze personnes.

## Mobilier
Le mobilier d'origine de l'édifice, également œuvre de l'architecte, est encore en place et est caractéristique de ses travaux.